# 오스카 (고양이)
오스카(Oscar, 2005년 ~ 2022년 2월 22일)는 로드아일랜드주 프로비던스에 있던 고양이로 침대로 올라가서 죽음을 예언하였다. 신비한TV 서프라이즈에서도 소개된 적이 있었다.